# Museo Arqueológico de Naxos
El Museo Arqueológico de Naxos es un museo de Grecia ubicado en la isla de Naxos, en el archipiélago de las Cícladas.
El museo se encuentra en un edificio histórico que fue construido entre 1600 y 1800, que inicialmente tuvo función de vivienda de una escuela jesuita, luego fue una escuela de comercio y que es utilizado como museo desde 1973.
El museo contiene una colección de objetos procedentes de yacimientos arqueológicos de la isla —Grotta, Aplómata, Plitos, Mélanes, Sangrí, Tsikalario, Pánormos, Korfí— y de otras islas próximas como Pano Kufonisia y Keros, que abarcan periodos comprendidos entre el neolítico y la época de los primitivos cristianos.
Destacan los hallazgos del periodo cicládico antiguo (3200-2300 a. C.), a la que pertenecen una importante serie de estatuillas y «sartenes». Hay también importantes piezas de cerámica pertenecientes a los periodos micénico y geométrico.
Además, hay otras piezas de cerámica y figurillas de terracota de los periodos arcaico, clásico y helenístico, así como algunas esculturas arcaicas. Del periodo romano hay piezas de cerámica y de vidrio.

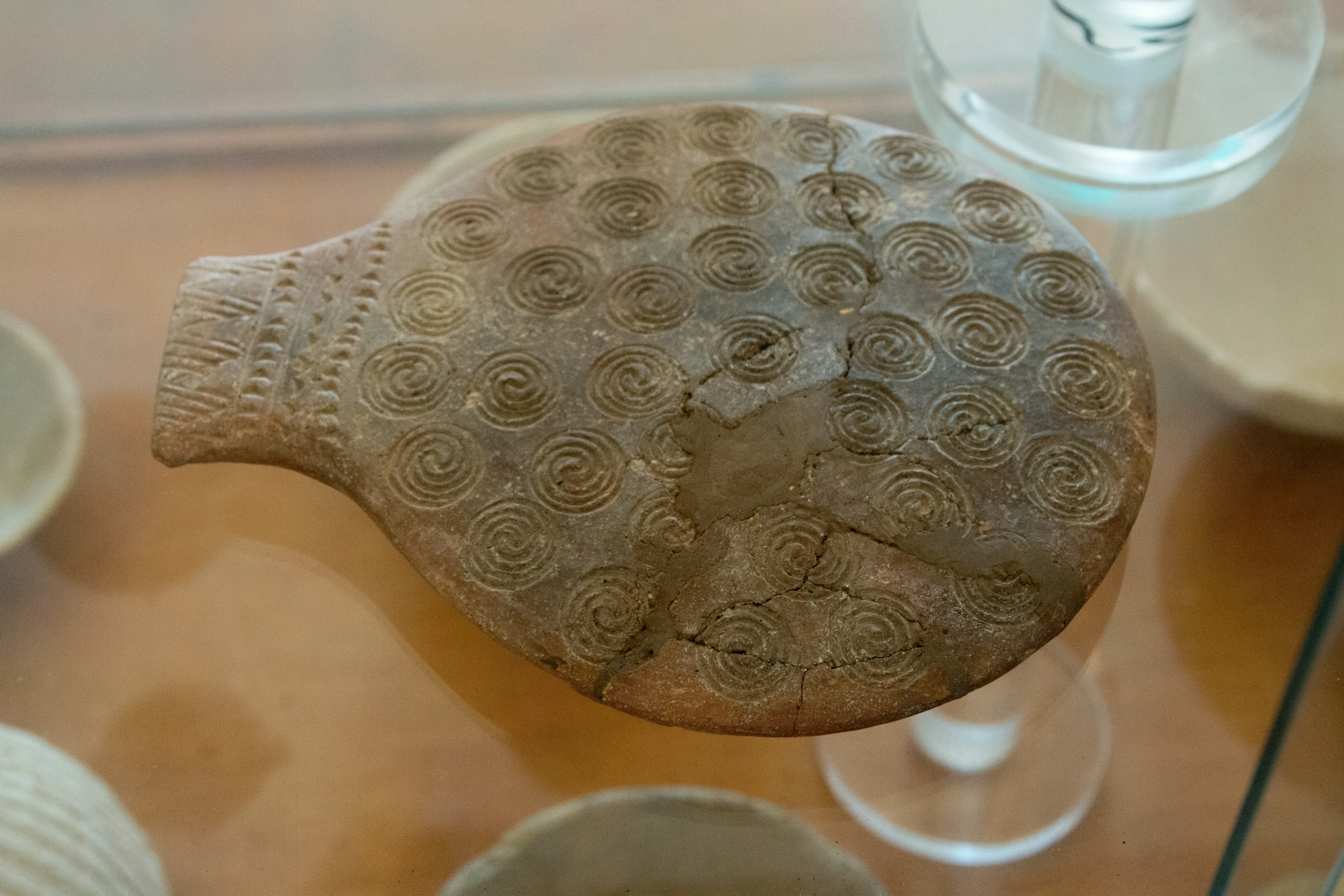
Sartén cicládica del periodo cicládico antiguo II (2800-2300 a. C.)
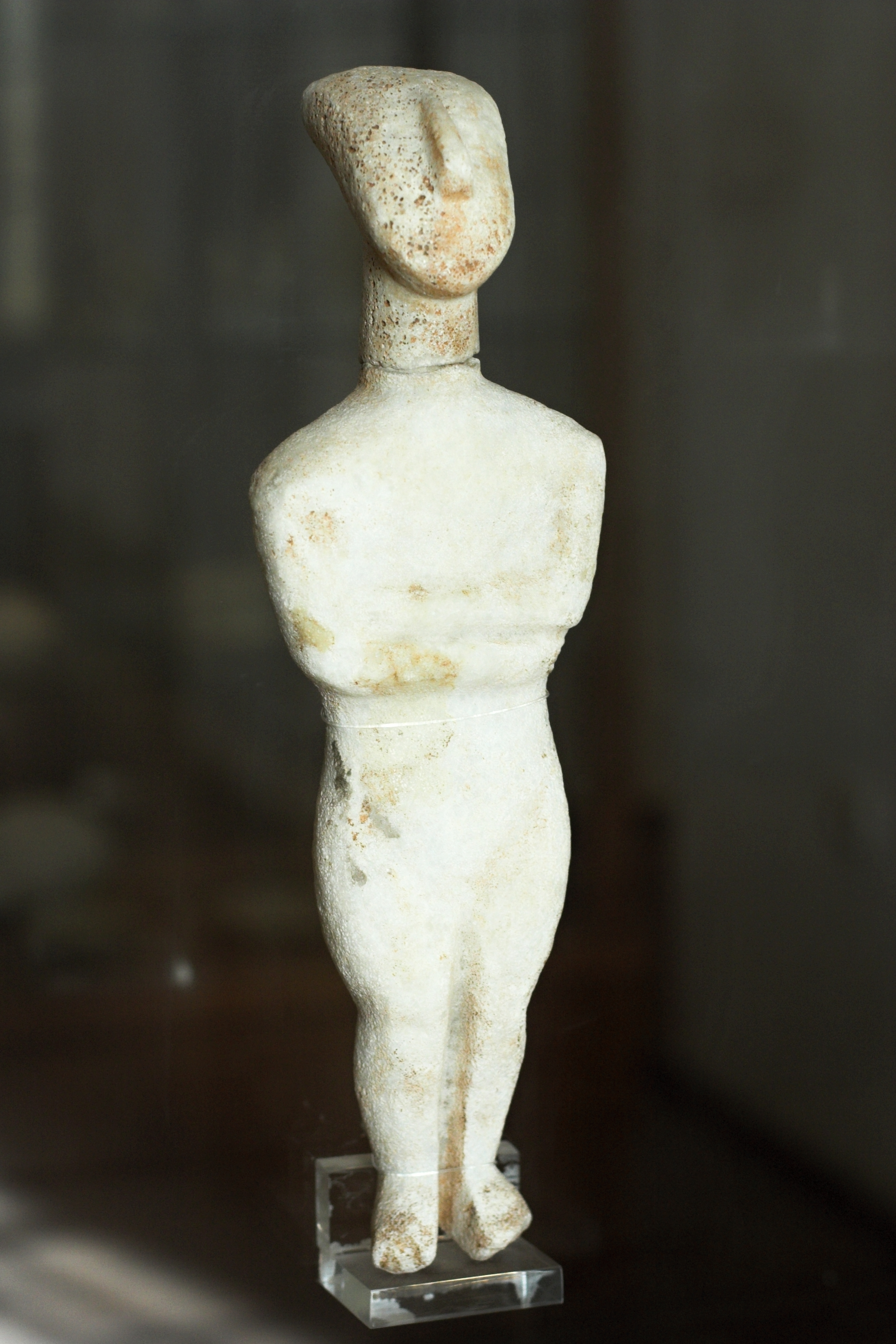
Figurilla cicládica del cicládico antiguo II.
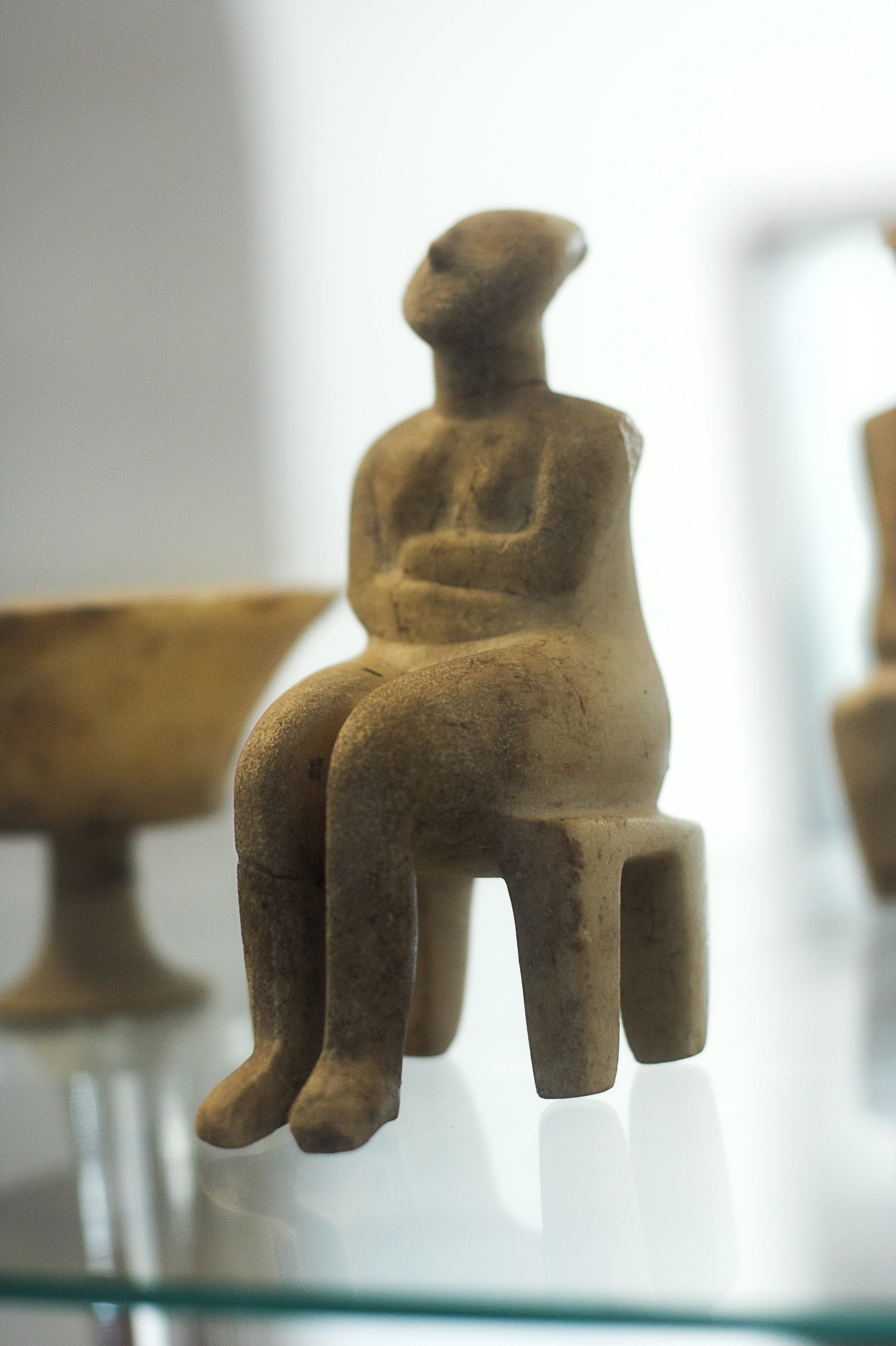
Otra figurilla cicládica.
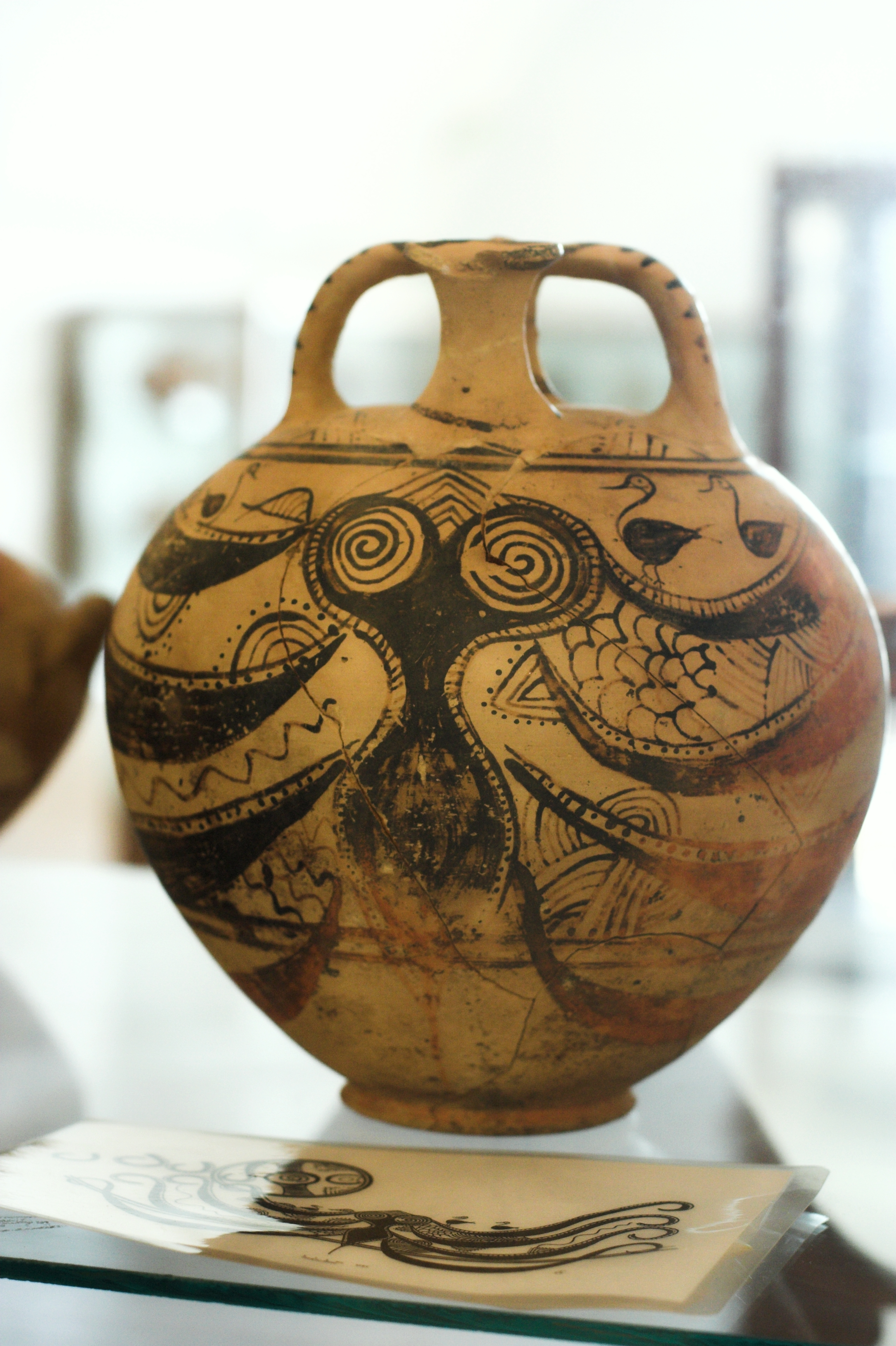
Pieza de cerámica micénica con la representación de un pulpo.